# Onomastica coreana
I nomi propri degli abitanti della Corea sono costituiti, secondo la tradizionale onomastica coreana, da un cognome (성?, 姓?, seongLR, sŏngMR) seguito da un nome (이름?, 姓名?, ireumLR, irŭmMR). La loro formazione è stata influenzata dall'adozione dei caratteri cinesi.
Nella maggior parte dei casi il cognome è formato da una sola sillaba e il nome da due; poche persone hanno il nome di una o di tre sillabe (come Kim Gu o Yeon Gaesomun), e chi ha un cognome di due sillabe ha di norma un prenome formato da una. Spesso i prenomi di individui appartenenti alla stessa generazione familiare condividono una sillaba uguale, una pratica che con il tempo ha trovato sempre minore attuazione. I cognomi non vengono trasmessi al coniuge dopo il matrimonio, mentre i figli adottano quello del padre se non diversamente disposto. È possibile suddividere ciascun cognome in clan chiamati bon-gwan, ciascuno dei quali ha origini geografiche e antenati differenti.
Le romanizzazioni dei nomi coreani non seguono regole fisse e univoche a causa dell'impossibilità di riprodurne adeguatamente il suono in alfabeto latino: esistono perciò numerose grafie alternative che ne approssimano la pronuncia. All'estero, alcuni coreani usano il proprio nome rispettando l'ordine tradizionale (cognome + prenome), altri invece lo invertono seguendo la consuetudine occidentale.

## Cognomi
Kim, Gim, Ghim
     Lee, Yi, Rhee, Yie
     Park, Pak, Bahk
     Choi, Choe
     Jung, Jeong, Chung, Cheong

Secondo il censimento del 2000, la metà dei coreani possedeva i cognomi Kim, Lee, Park, o Choi:
Kim, Gim, Ghim
Lee, Yi, Rhee, Yie
Park, Pak, Bahk
Choi, Choe
Jung, Jeong, Chung, Cheong

I cognomi coreani sono influenzati dall'onomastica cinese, e quasi tutti sono formati da un solo hanja e quindi da una sola sillaba. Esistono circa due dozzine di cognomi formati da due sillabe, che spesso non rientrano nei cento cognomi più comuni, come i cognomi cinesi.
Nei tardi anni Ottanta in Corea del Sud venivano usati circa 249 cognomi diversi: di questi, quelli più diffusi erano "Kim", "Lee" (oppure "Li" o "Yi"), "Park" (o "Pak"), "Choi" (o "Ch'oe") e "Jeong" (oppure "Jung" o "Chong"). Secondo il censimento del 2000, questi cinque cognomi risultavano essere impiegati da più della metà della popolazione, ovverosia oltre 20 milioni di persone solo nella Corea del Sud. Il successivo censimento del 2015 ha rilevato un aumento dei cognomi di origine straniera, derivante dal fatto che i cittadini naturalizzati trascrivessero i loro cognomi in hangul, portando alla registrazione, dal 2000, di oltre 4.800 nuovi cognomi. Ciò non ha comunque modificato la proporzione dei dieci cognomi più diffusi: il 44,6% dei sudcoreani erano ancora Kim, Lee o Park, mentre la top 10 veniva completata da Choi, Jeong, Kang, Jo, Yoon, Jang e Lim. I cognomi da due sillabe più comuni nel 2000 erano Namgung (남궁), Hwangbo (황보), Jegal (제갈), Sagong (사공) e Seonu (선우).
Anche se questi cognomi sono molto comuni, gran parte delle persone che li portano non sono imparentate: hanno infatti antenati diversi e i loro cognomi traggono origine dal sistema di lignaggi utilizzato anticamente. Ciascun cognome si suddivide infatti in uno o più clan (bon-gwan), identificati dal luogo d'origine: per esempio, il clan più popoloso è Gimhae Kim, il clan Kim della città di Gimhae. Esistono inoltre i Gyeongju Kim di Gyeongju e i Gwangsan Kim di Gwangsan, così come i Lee di Jeonju e Seongju. Fino al 1997, la legge della Corea del Sud ha proibito agli appartenenti allo stesso clan di sposarsi tra loro. Ogni trent'anni i clan pubblicano un registro genealogico aggiornato chiamato jokbo.
Come nel caso di altre culture dell'Estremo Oriente, le donne coreane conservano il loro cognome dopo il matrimonio, seguendo il ragionamento che non possa essere modificato perché ereditato dagli antenati, mentre i loro figli prendono il cognome del padre biologico. Una legge entrata in vigore in Corea del Sud il 1º gennaio 2008 ha permesso di assegnare ai figli il cognome di uno qualunque dei genitori, o anche quello di un patrigno o una matrigna.
La Corea del Nord usa gli stessi cognomi di quella del Sud, con qualche differenza: alcuni cognomi che in Corea del Sud iniziano con un suono vocale, come 이 e 임, in Corea del Nord cominciano con la velare ㄹ, diventando 리 e 림.

### Romanizzazione e pronuncia
| Hangul        | Hanja | Riveduta     | MR            | Trascrizioni comuni |
| ------------- | ----- | ------------ | ------------- | ------------------- |
| 김            | 金    | Gim          | Kim           | Kim, Gim            |
| 리 (N) 이 (S) | 李    | Ri (N) I (S) | Ri (N) Yi (S) | Lee, Rhee, Yi       |
| 박            | 朴    | Bak          | Pak           | Park, Pak, Bak      |
| 최            | 崔    | Choe         | Ch'oe         | Choi, Choe          |
| 정            | 鄭 丁 | Jeong        | Chŏng         | Jung, Jeong, Chung  |

Mentre i toponimi e gli altri nomi propri vengono romanizzati con i sistemi ufficiali per il coreano, gli antroponimi si romanizzano solitamente secondo il gusto personale. Per esempio, un cognome come 이? si può trovare scritto come "Lee", "Ri", "Li", "I", "Yi", "Rhi", "Rhee" e "Rhie". Esistono numerose alternative diverse perché nessun sistema di romanizzazione riesce a riprodurre adeguatamente il suono usando l'alfabeto latino.
Nei paesi anglofoni, i tre cognomi più diffusi sono spesso scritti e pronunciati come "Kim" (김), "Lee" (이, Corea del Sud) o "Rhee" (리, Corea del Nord), e "Park" (박).
Il suono iniziale in "Kim" è simile sia alla "k" (in posizione iniziale, un'occlusiva velare sorda aspirata) che alla "g dura" (un'occlusiva velare sonora non aspirata): è infatti un'occlusiva velare sorda non aspirata. Poiché l'aspirazione è una caratteristica distintiva del coreano, ma non la sonorizzazione, una romanizzazione come "Gim" sarebbe probabilmente più comprensibile, ma si usa "Kim" sia in Corea del Sud che in Corea del Nord.
Il cognome "Lee" corrisponde a 이 (i) in Corea del Sud e 리 (ri) in Corea del Nord: in quest'ultimo caso, il suono iniziale è una consonante liquida. Non c'è differenza tra le alveolari liquide /l/ e /r/, ragion per cui sia "Lee" che "Rhee" sono romanizzazioni comuni. In Corea del Sud, la pronuncia del cognome corrisponde al suono vocalico inglese della "e lunga", venendo spesso trasposto in "Yi". La pronuncia settentrionale è spesso latinizzata anche come "Ri".
In coreano, il cognome solitamente romanizzato come "Park" non contiene il suono "r". L'iniziale è un'occlusiva bilabiale sonora, simile all'inglese "b" in principio di parola, mentre la vocale è una [a]: trascrizioni alternative frequenti sono "Pak", "Bak" e "Bahk".

## Prenomi
Tradizionalmente, i prenomi sono in parte determinati dal nome della generazione, una pratica ereditata dalla cultura cinese. Uno dei due caratteri nel prenome è unico dell'individuo, mentre l'altro è condiviso dagli altri membri della stessa generazione familiare. In entrambe le Coree il nome della generazione non è più condiviso fra cugini, ma è comune che sia condiviso tra fratelli e sorelle. Non esistono secondi nomi, e raramente un prenome viene tramandato alle generazioni successive.
I prenomi sono formati tipicamente dagli hanja; in Corea del Nord essi non sono più in uso, ma il significato rimane comprensibile. Per esempio, la sillaba 철?, 鐵?, cheolLR, ch'ŏlMR si utilizza nei nomi maschili con il significato di "acciaio". In Corea del Sud, la sezione 37 della legge sul registro dello stato civile richiede che nei nomi personali gli hanja siano presi da una lista ridotta: gli hanja non approvati devono essere rappresentati in hangul nel registro. Nel marzo del 1991 la Corte suprema della Corea del Sud ha pubblicato la Tavola per l'Uso degli hanja nei Nomi Personali, che permetteva un totale di 2.854 hanja nei nuovi prenomi sudcoreani (così come 61 forme alternative). La lista fu ampliata continuamente nei decenni successivi, e nel 2014 erano 8.142 gli hanja permessi nei nomi personali sudcoreani, con una piccola quantità di forme alternative.
Mentre alcuni genitori fanno scegliere il nome del proprio nascituro ai parenti più anziani, altri si rivolgono a uno specialista per ricevere un nome di buon augurio che tenga in considerazione i saju (i Quattro Pilastri: anno, mese, giorno e ora della nascita) e la eumyangohaengseol (la teoria di yin e yang e dei cinque elementi che formano l'universo). Gli specialisti operano solitamente in due modi: o scelgono dei caratteri cinesi propizi per un nome già scelto, oppure forniscono ai genitori dei suggerimenti tra cui scegliere.
Tra gli anni Quaranta e Cinquanta, i nomi maschili più popolari erano Yeong-su (영수), Yeong-ho (영호) e Yeong-cheol (영철), mentre quelli femminili erano Sun-ja (순자), Yeong-ja (영자), Yeong-suk (영숙) e Yeong-hee (영희). Dalla fine degli anni Settanta alcuni genitori hanno dato ai loro figli nomi che sono parole coreane di senso compiuto, solitamente di due sillabe. Alcuni nomi popolari di questo tipo sono Ha-neul (하늘?; "Cielo") e I-seul (이슬?; "Rugiada"). Tra il 2008 e il 2015, la percentuale di questi prenomi tra i neonati è salita dal 3,5% al 7,7%, e le scelte più popolari quell'anno erano Han-gyeol (한결?; "Immutabile") per i maschi e Sa-rang (사랑?; "Amore") per le femmine. La globalizzazione ha fatto crescere il numero di nomi coreani dal suono simile a quelli inglesi, come Su-ji (수지), Je-in (제인) e Yu-jin (유진). Nonostante questo allontanamento dalla pratica tradizionale, i prenomi si registrano ancora in hangul e in hanja (se disponibile) nei documenti ufficiali, nelle genealogie e così via.
In origine non c'era alcuna limitazione legale alla lunghezza dei nomi in Corea del Sud. Di conseguenza, alcune persone sono registrate con nomi estremamente lunghi, composti da parole di senso compiuto, come il nome da 16 sillabe "Haneulbyeollimgureumhaennimbodasarangseureouri" (하늘 별님 구름 햇님 보다 사랑 스러 우리?, lett. "Ti amiamo più del cielo, delle stelle, delle nuvole, del sole e del mare"); a partire dal 1993, nuove norme pongono invece il limite a un massimo di cinque sillabe. È proibito assegnare al nuovo nato lo stesso nome di uno dei due genitori.

## Uso

### Forme di cortesia
L'uso dei nomi è disciplinato da norme rigorose nella società coreana tradizionale: è generalmente considerato scorretto rivolgersi a una persona col suo prenome, specialmente un adulto o una persona più anziana. È invece accettato tra amici intimi.
Viene usata una gran varietà di sostituti per il nome reale della persona: è accettabile che gli adulti di rango simile si rivolgano fra loro col loro nome completo, aggiungendo il suffisso -ssi (씨), però non è educato rivolgersi a qualcuno solo col suo cognome, anche se seguito da tale suffisso. Quando l'interlocutore ha un rango ufficiale, è tipico rivolgersi a lui usando il suo rango (ad esempio "manager"), spesso con l'aggiunta del titolo onorifico nim (님); in questi casi, può essere aggiunto il nome completo della persona (davanti al rango), anche se ciò può anche implicare che il parlante abbia un rango sociale più elevato.
Dopo i nomi dei bambini, è usanza aggiungere il suffisso diminutivo -i (이), purché non terminino già con una vocale. Samo (사모) o samonim (사모님) è il modo in cui vengono chiamate le mogli di uomini importanti o di un proprio superiore.

### Soprannomi tradizionali
In passato, quando in Corea il tasso di mortalità infantile era elevato, ai bambini veniva spesso assegnato un amyeong (nome d'infanzia) per augurare loro lunga vita, una tradizione che, con il tempo, è quasi completamente svanita. Dopo le nozze, le donne solitamente perdevano il proprio amyeong, che veniva sostituito da un altro soprannome, chiamato taekho, che ne richiamava la città d'origine.
Oltre a ciò, la tecnonimia, ovverosia parlare di un genitore usando i nomi dei suoi figli, è una pratica comune, che si riscontra specialmente con le madri, a cui ci si riferisce col nome del loro primogenito (come 철수 엄마?, Cheol-su eommaLR, Ch'ŏl-su ŏmmaMR, "la madre di Cheol-su"). L'uso può essere esteso anche a entrambi i genitori, così come può cambiare il figlio nominato, a seconda del contesto.

## Storia
L'uso dei nomi è mutato nel corso della storia coreana: alcuni dei primi nomi conformi alla lingua coreana sono attestati all'inizio del periodo dei Tre regni (57 a. C. – 668 d. C.). L'adozione dei caratteri cinesi contribuì alla creazione dei nomi coreani, e la tradizione confuciana diede vita a un complesso sistema fatto di nomi di cortesia, nomi d'arte, nomi postumi e nomi d'infanzia. Il Libro dei riti in particolare influenzò l'introduzione dei nomi di cortesia.
Si reputa che alcuni nomi usati nel Silla rappresentassero parole tratte dal vocabolario di coreano antico: ad esempio, il nome del fondatore Bak Hyeokgeose era pronunciato in modo simile a "Bulgeonuri" (弗矩內), "mondo luminoso". Durante il periodo dei Tre regni, i nomi propri erano a volte composti da tre sillabe, come Misaheun (미사흔?) e Sadaham (사다함?), che vennero in seguito trascritti in hanja. L'uso dei cognomi era, in un primo momento, limitato ai re, ma si diffuse gradualmente agli aristocratici e infine alla maggior parte della popolazione. Secondo il Samguk sagi, i cognomi venivano assegnati dal sovrano ai suoi sostenitori, e racconta che, nel 33 d.C., il re Yuri diede ai sei capotribù di Saro (poi Silla) i cognomi Lee (이), Bae (배), Choi (최), Jeong (정), Son (손) e Seol (설). Gli storici moderni ritengono tuttavia questo racconto poco attendibile, in quanto è molto più probabile che i cognomi in stile confuciano come quelli summenzionati siano divenuti di uso comune dopo il V secolo, quando i Tre regni iniziarono a far progressivamente proprio il modello cinese.
In pochi ebbero un nome di cortesia durante i Tre regni, come lo studioso Seol Cheong, che veniva chiamato Chongji. L'usanza si diffuse solo nel periodo Goryeo, mentre il confucianesimo prendeva piede tra i letterati. Nel 1055, il Goryeo stabilì per legge che solo coloro che avevano un cognome potessero presentarsi agli esami per il servizio civile. Per un breve periodo dopo l'invasione mongola della Corea, i re e gli aristocratici ebbero sia nomi mongoli che nomi sino-coreani: per esempio, Gongmin era noto come Bayan Temür (伯顏帖木兒) in mongolo e come Wang Gi (王祺) o Wang Jeon (王顓) in sino-coreano.
Durante il regno di Joseon, i cognomi erano un privilegio degli yangban, ma i membri dei ceti medio-bassi spesso pagavano per acquisire il cognome di uno yangban ed essere inclusi nel suo clan, una pratica che nel XVIII secolo era ormai dilagata, facendo crescere significativamente la classe yangban, ma diluendone e indebolendone l'influenza sociale allo stesso tempo. Ad esempio, nella regione di Taegu, gli yangban, che nel 1690 costituivano il 9,2% della popolazione, erano saliti al 18,7% nel 1729, al 37,5% nel 1783 e al 70,3% nel 1858. Nel 1894, la riforma Gabo permise anche ai membri della classe cheonmin, ovverosia gli emarginati, di adottare un cognome. Un censimento condotto nel 1910 evidenziò che oltre metà della popolazione coreana era priva di cognome.
Sotto il dominio giapponese (1910-1945) i coreani furono obbligati ad adottare nomi giapponesi. Nel 1939, il governatore generale Jirō Minami promulgò la politica dell'assimilazione culturale (同化政策?, dōka seisaku), ordinanza numero 20, comunemente chiamata "ordinanza sui nomi" (創氏改名?, Sōshi-kaimei) in giapponese, che divenne legge nell'aprile 1940. Sebbene il governatore avesse proibito ufficialmente la costrizione, gli ufficiali di basso rango obbligarono effettivamente i coreani ad adottare cognomi e prenomi in stile giapponese. Entro il 1944, circa l'84% della popolazione aveva registrato un cognome giapponese. La legge dettava che i coreani potevano registrare un cognome giapponese completamente nuovo, senza alcun rapporto con il loro cognome coreano originale, oppure, se non presentavano la documentazione richiesta entro la scadenza, il loro cognome coreano sarebbe stato trasposto in giapponese, diventando il loro nuovo cognome.
Le convenzioni giapponesi per la creazione dei nomi propri, come l'uso di 子 (ko in giapponese, ja in coreano) nei prenomi femminili, scomparve quasi completamente nella Corea moderna dopo la liberazione. La Corea del Nord lanciò una campagna per eliminare i nomi con influenze giapponesi negli anni settanta.

## Convenzioni di scrittura

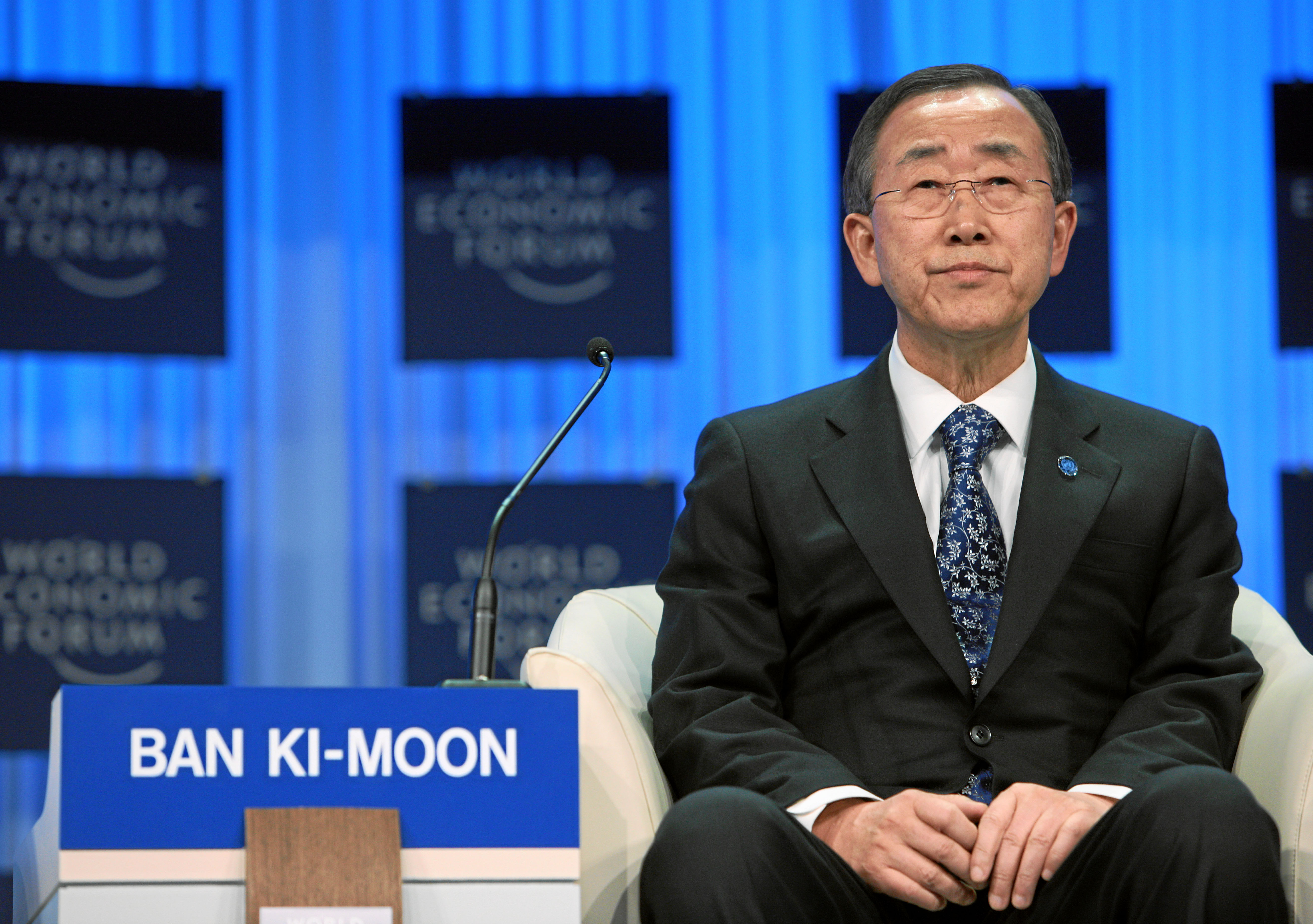
Il diplomatico Ban Ki-moon. La targa riporta il suo nome seguendo il tipico ordine coreano, cognome + prenome (Ban è il cognome).

Nel marzo 2013, il Ministero della cultura, dello sport e del turismo della Corea del Sud ha stabilito che la romanizzazione standard dei nomi coreani debba seguire la struttura cognome + prenome, con le iniziali del cognome e del prenome in maiuscolo, e un trattino tra le sillabe del prenome. Secondo la latinizzazione riveduta della lingua coreana introdotta nel 2000, non si applicano ai nomi propri le trascrizioni di certi cambiamenti fonetici (come le assimilazioni) che avvengono combinando una consonante in finale di sillaba con quella iniziale della sillaba seguente. I sudcoreani sono invitati a usare la latinizzazione riveduta quando chiedono l'emissione del loro primo passaporto, ma non è obbligatorio.
I coreani che vivono e lavorano nei Paesi occidentali adottano solitamente l'ordine occidentale di scrittura, prenome + cognome.